# Verkehrszentrale Bremen

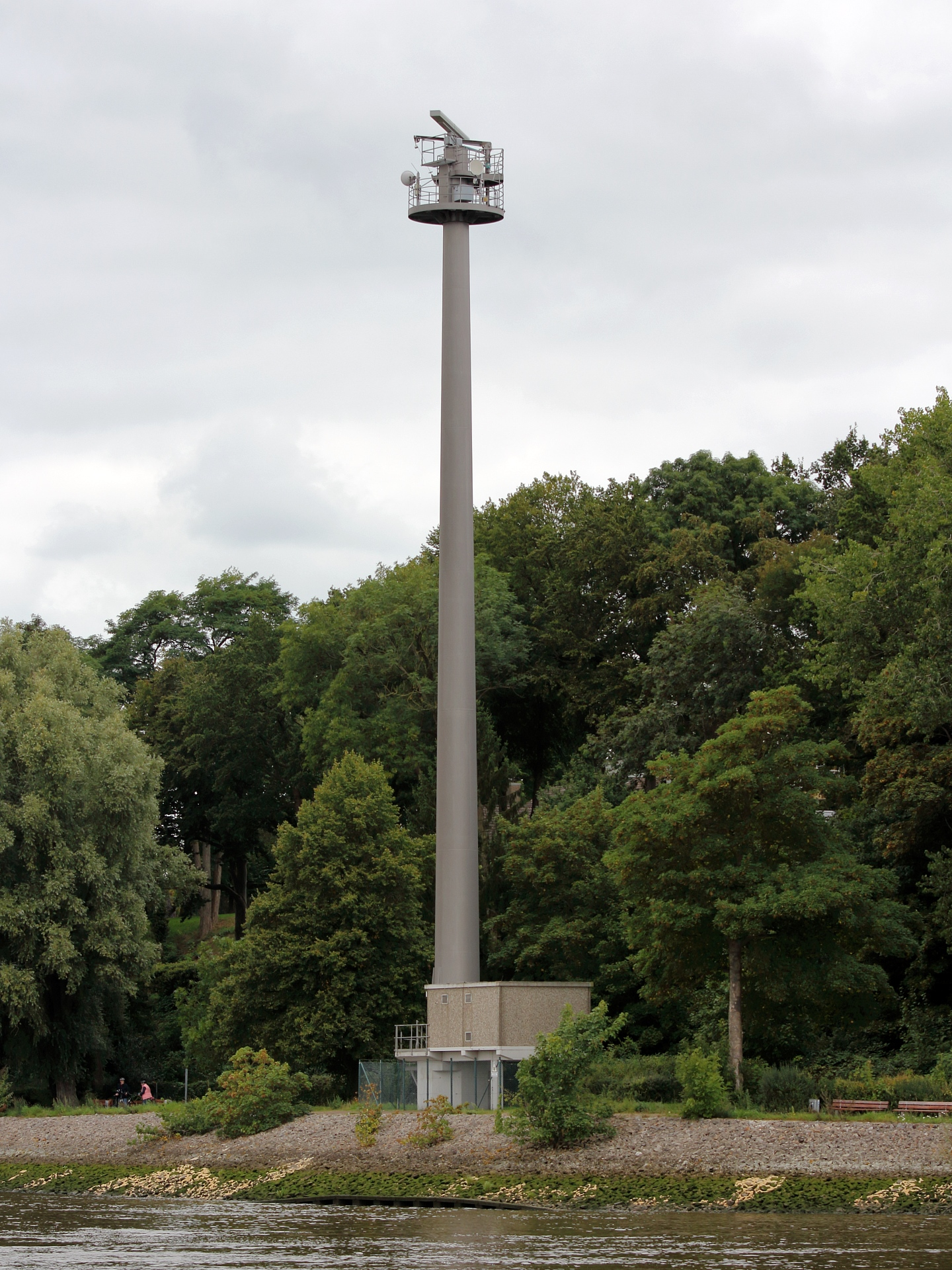
Radarturm Rönnebeck der Verkehrszentrale Bremen

Die Verkehrszentrale Bremen überwacht, informiert und regelt rund um die Uhr den Schiffsverkehr auf der Unterweser zwischen Brake und der Hansestadt Bremen. Der internationale Schiffsverkehrsdienst VTS (englisch Vessel Traffic Service) ist eine Verpflichtung und staatliche Aufgabe gemäß einer UN-Konvention für die Sicherheit und Leichtigkeit des Schiffsverkehrs. Die Nautiker an den Wachtischen in Bremen stehen den Kapitänen der Schiffe zur Seite und tragen dazu bei, die Schiffe sicher auf ihrem Weg zum Zielhafen zu begleiten.

## Aufgaben der Verkehrszentrale
Die Hauptaufgabe der Verkehrszentrale ist die maritime Verkehrssicherung und Ordnung des Schiffsverkehrs als Schifffahrtspolizei. Auf der Grundlage von Radardaten aus dem Revier und den Verkehrsinformationen des Schiffsidentifizierungssystems AIS (Automatic Identification System) sorgen die Nautiker der Verkehrszentrale in Bremen für einen reibungslosen Betrieb und unterstützen die Navigation auf der Weser. Bei drohenden Gefahren, wie beispielsweise Kollisionen oder das Auflaufen von Schiffen auf Grund, können sie regelnd eingreifen und den Schiffsverkehr lenken. Ziel der Überwachung und Regelung des Schiffsverkehrs ist es, Unfälle und Gefahren für menschliches Leben und die Gesundheit zu vermeiden und die Schiffe, deren Ladung und die natürliche Umwelt zu schützen. Der Verkehrszentrale Bremen steht eine Radarkette mit sieben Radarstationen zur Verfügung. Es sind von Bremen weserabwärts die Stationen Lankenau, Seehausen, Ochtumersand, Schönebecker Sand, Ritzebüttler Sand, Rönnebeck und Elsflether Sand. Die nächste weserabwärts stehende Radarstation Harrier Sand gehört schon zur Verkehrszentrale Bremerhaven.
Mit Hilfe der Maritimen Verkehrstechnik werden in der Zentrale alle notwendigen Informationen laufend abgefragt, gesammelt und ausgewertet. Vor dem Hintergrund einer elektronischen Seekarte erfolgt die Darstellung der Schiffsbewegungen im Überwachungsgebiet auf dem installierten VTS-System. Die Bedienung des VTS-Systems liegt in den Händen der Nautiker an den Wachtischen. Das System ist vergleichbar mit dem der Flugsicherung in der Luftfahrt. Wichtigstes Kommunikationsmittel ist der Sprechfunk auf Ultrakurzwelle.

## Zuständigkeitsgebiet
Das Zuständigkeitsgebiet der Verkehrszentrale in Bremen grenzt im Norden an das Gebiet der Verkehrszentrale Bremerhaven, von denen die geführten Schiffe übernommen werden. Die Grenze liegt bei  Brake-Käseburg. Ein zweiter Wachsektor überwacht den Verkehr auf der Hunte und dem Küstenkanal.
| Sektor Rufname       | Revier                                                                | Arbeitskanal |
| -------------------- | --------------------------------------------------------------------- | ------------ |
| Bremen Weser Traffic | Unterweser Brake-Käseburg bis Bremen                                  | 19/78/81     |
| Bremen Hunte Traffic | Hunte von Elsfleth bis nach Oldenburg mit einem Teil des Küstenkanals | 63           |

Die Verkehrszentrale untersteht dem Wasserstraßen- und Schifffahrtsamt Weser-Jade-Nordsee (WSA Weser-Jade-Nordsee) und hat ihren Sitz innerhalb des im Amtsgebäude von Bremen. Dem Amt unterstehen auch die Zentralen in Bremerhaven und Wilhelmshaven, die den Schiffsverkehr auf der Nordsee überwachen.